# Heliodoxa xanthogonys
Heliodoxa xanthogonys е вид птица от семейство Колиброви (Trochilidae).

## Разпространение
Видът е разпространен в Бразилия, Венецуела, Гвиана и Суринам.